# 池田町 (徳島県)
池田町（いけだちょう）は、かつて徳島県三好郡にあった町。2006年（平成18年）3月1日、三好郡内の5町村と合併して三好市が発足し、池田町は廃止された。

## 地理

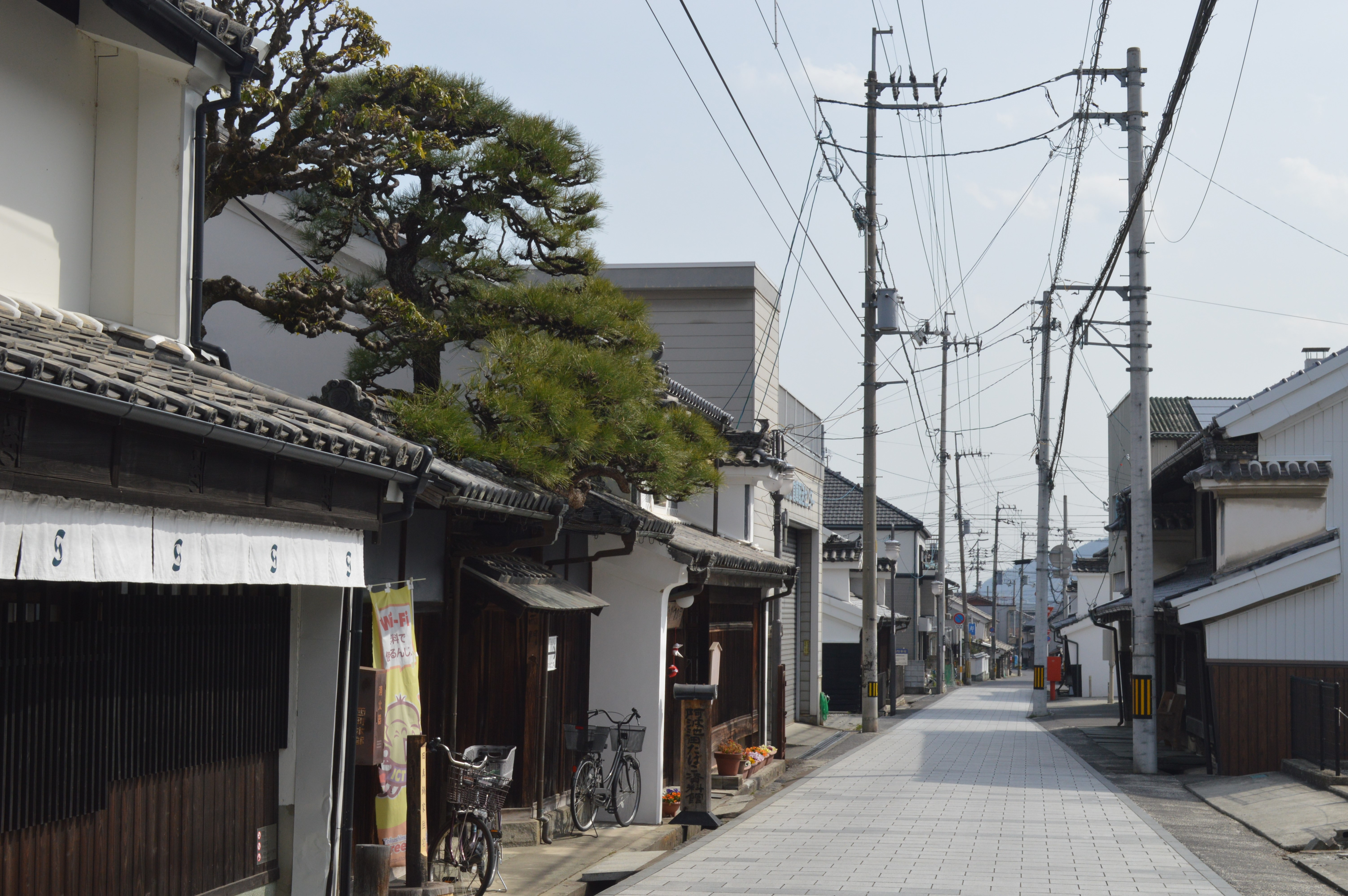
うだつの町屋が並ぶ本町通り

江戸時代から阿波国西部の山間部では葉たばこの栽培が盛んだったため、最盛期の池田町には100軒以上の刻みたばこ業者が存在したとされ、本町通りにはうだつの町屋が並んでいる。2000年（平成12年）には真鍋家住宅を利用して阿波池田うだつの家・たばこ資料館が開館した。
池田町佐野大宗有安と山城町佐連の間に境界未定区域があるため、町域面積を正確に求めることは出来ない。地籍調査を実施中である。境界未定区域の南（山城町）側は急傾斜地で、山城町からのアクセスが悪いため、この集落（山城町佐連峰畑地区）へは池田町の阿波池田郵便局が郵便配達している。三好市全域をサービスエリアとする池田ケーブルネットワークの本社がある。
国道が交差する交通の要衝であり、50km 北東に高松市、70km 東に徳島市、70km 南西に高知市、110km 西に松山市がある。
- 山：雲辺寺山、五ノ丸山
- 河川：吉野川、祖谷川、松尾川、馬路川、鮎苦谷川、漆川
- 湖沼：池田湖（池田ダム）
- 荘園：田井荘（西園寺氏の領地。現在の井川町西井川以西）

## 歴史
- 太古の昔から人が暮らしていた痕跡がある。旧石器時代のナイフ形石器や縄文時代の食料貯蔵庫が発掘されている。
- 南北朝時代の頃には吉野川の西岸に大西郷、東岸に中西郷が存在したと思われる。
- 江戸時代、三好郡の山間部で葉たばこの生産量が増え、葉たばこの集散地であった池田では商業が栄えた。また、陣屋が置かれるなど、古くから三好郡における政治・経済の中心地でもあった。交通の要衝である池田には池田士と呼ばれる藩士が置かれ国境警備にあたっていた。
- 鉄道が高知へ全線開通するまでは四国有数の宿場町だったと言われている[誰によって?]。

### 沿革
- 1889年（明治22年） 10月1日 - 町村制施行。池田村が池田町と合併して三好郡池田村が発足。州津村と西山村が合併して箸蔵村が発足。白地村、馬路村、佐野村が合併して佐馬地村が発足。中西村、漆川村、中津川村、松尾村、大利村、川崎村が合併して三縄村が発足。
- 1905年（明治38年）10月1日 - 池田村が町制を施行して池田町が発足。
- 1950年（昭和25年）3月29日 - 昭和天皇が町内を行幸。専売公社支局、池田高等学校を訪問（昭和天皇の戦後巡幸）[1]。
- 1956年（昭和31年）9月30日 - 池田町が箸蔵村を編入。
- 1959年（昭和34年）3月31日 - 池田町が三縄村、佐馬地村と合併し池田町が存続。
- 1989年（平成元年） - 「池田町西町本部町内会」が国土交通省による手づくり郷土賞（歴史をいかした街並み）を受賞[2]。
- 2006年（平成18年）3月1日 - 池田町、三野町、山城町、井川町、東祖谷山村、西祖谷山村が合併して三好市が発足。同日池田町廃止。

## 行政

### 歴代町長
- 俵徹太郎

### 姉妹都市・提携都市
国内
- 池田町（北海道）
- 池田町（福井県）

## 教育

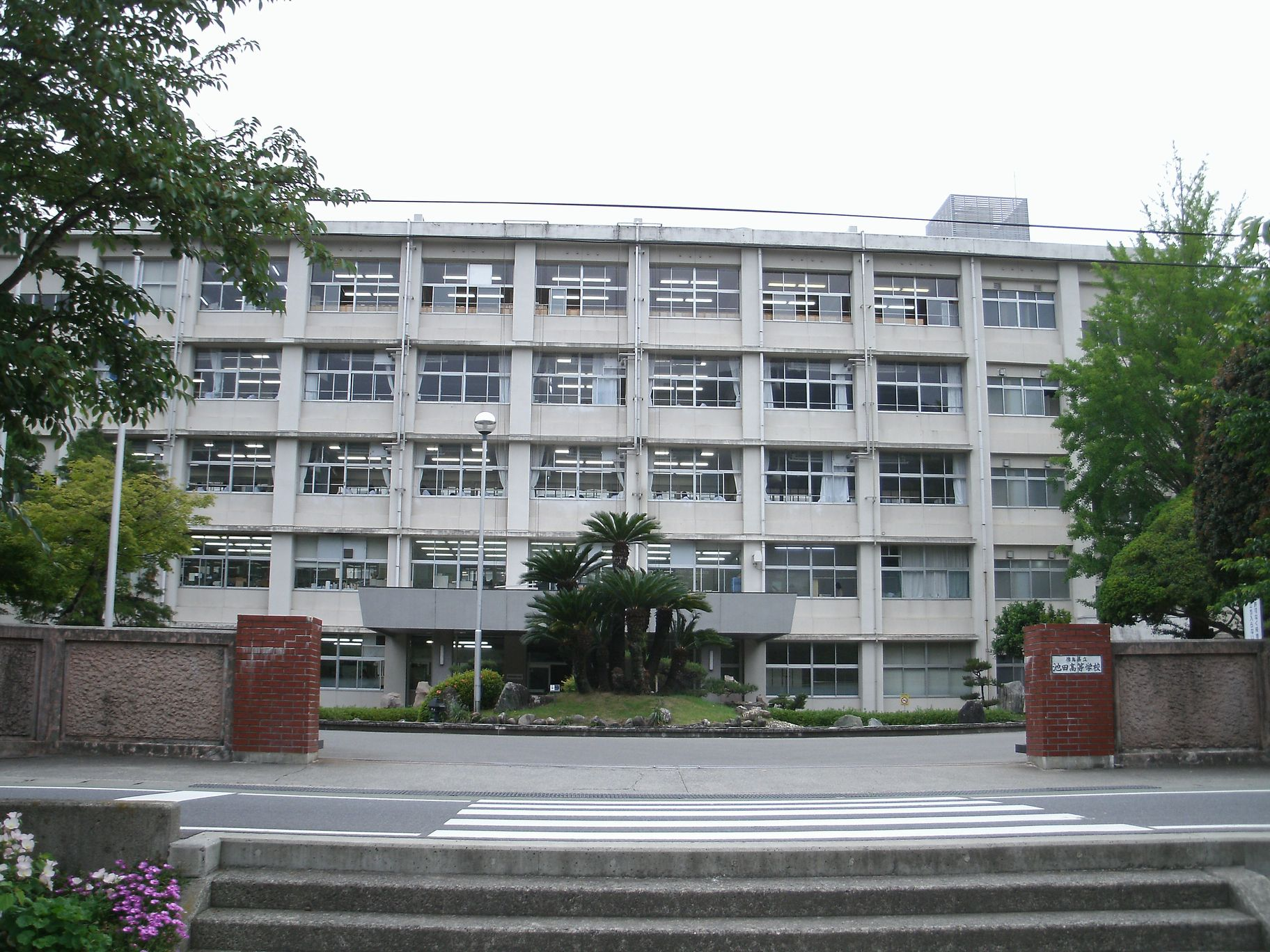
徳島県立池田高等学校

### 高校
- 徳島県立池田高等学校 - 野球部は蔦文也監督時代に全国高校野球選手権大会に出場し、「さわやかイレブン」や「やまびこ打線」として旋風を巻き起こした。ハンドボールの県内有力校。
- 徳島県立三好高等学校 - ハンドボールの県内有力校（旧名：三好農林高等学校）。

### 中学校
- 池田町立池田中学校
- 池田町立池田第一中学校（閉校）

### 小学校
- 池田町立池田小学校
- 池田町立漆川小学校（2013年3月31日廃校）
- 池田町立川崎小学校
- 池田町立佐野小学校
- 池田町立出合小学校（休校中）
- 池田町立西山小学校
- 池田町立野呂内小学校（休校中）
- 池田町立白地小学校
- 池田町立箸蔵小学校
- 池田町立馬路小学校
- 池田町立馬場小学校（2013年3月31日廃校）
- 池田町立三縄小学校

### 特別支援学校
- 徳島県立池田支援学校

### 准看護師養成施設
- 三好市医師会准看護学院 ・・・ 中学卒業以上を入学資格とする准看護師養成施設（専修学校や専門学校ではない）

### その他
- 箸蔵自動車学校

## 交通

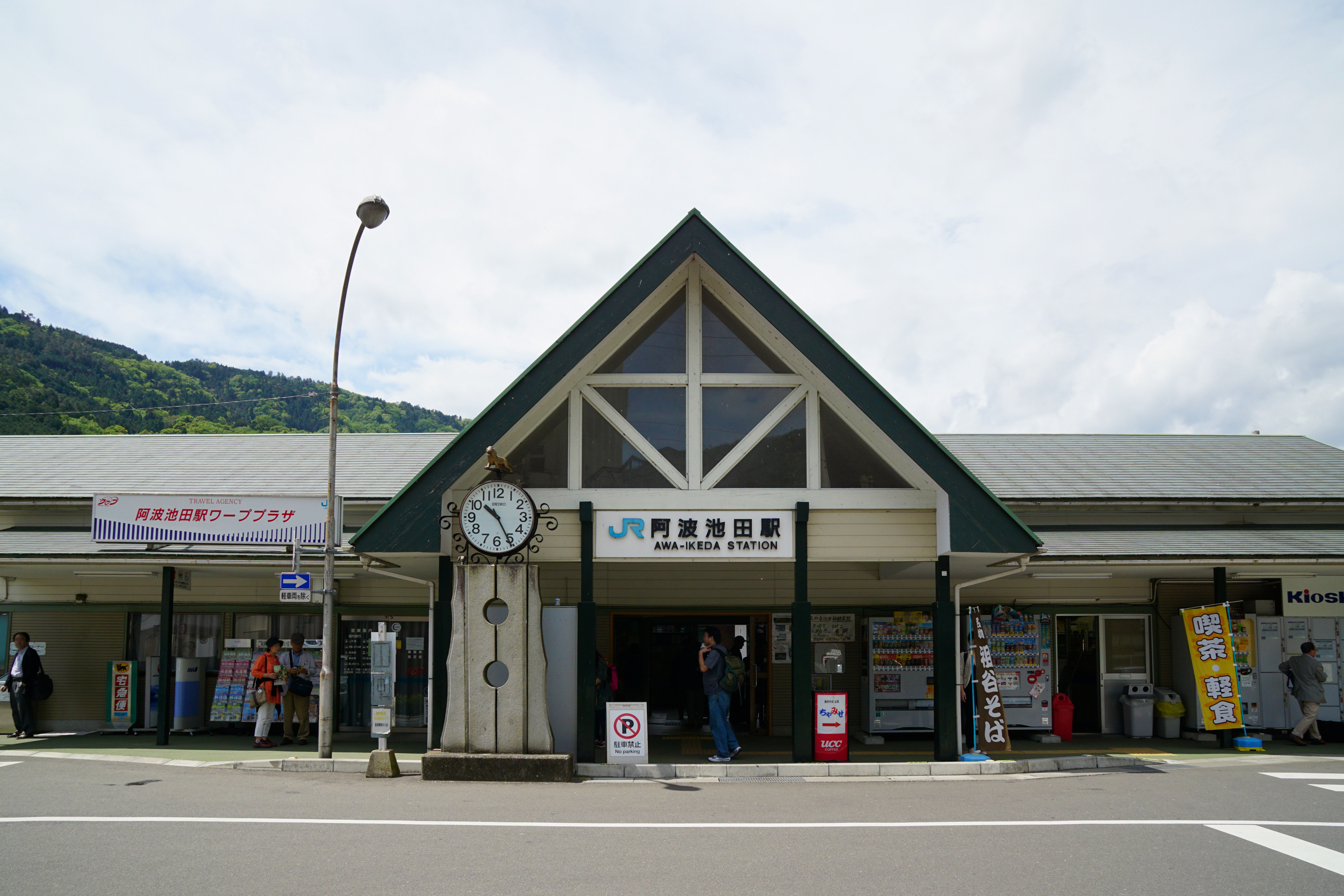
阿波池田駅

### 鉄道
- JR四国
  - 土讃線 （財田町・香川県） - 坪尻駅 - 箸蔵駅 - （三好町） - （井川町） - 阿波池田駅 - 三縄駅 - （山城町）
- 中心となる駅：JR阿波池田駅
- 隣接市町村への連絡
  - 井川町（辻駅）へは土讃線普通列車または徳島線普通列車で約10分。
  - 山城町（阿波川口駅）へは土讃線普通列車で約15分。
  - 香川県財田町（讃岐財田駅）へは土讃線普通列車で約30分。
- 徳島市（徳島駅）への連絡
  - 土讃線 - 徳島線 - 高徳線直通の特急列車で約75分、普通列車で110分。
- 広範囲な連絡
  - 高知市（高知駅）へは土讃線特急列車で約70分。
  - 高松市（高松駅）へは土讃線 - 予讃線直通の特急列車で約70分。
  - 岡山市（岡山駅）へは土讃線 - 予讃線 - 本四備讃線 - 宇野線直通の特急列車で約85分。
  - 松山市（松山駅）へは土讃線特急列車 - 予讃線特急列車で約95分。

### バス路線
- 高速バス
  - 井川町・阿波池田駅 - 神戸市・三宮市： 四国交通、山陽電鉄、神姫バス
  - 井川町・阿波池田駅 - 大阪市： 四国交通、阪急バス
- 路線バス
  - 阿波池田駅 - 池田町出合： 四国交通
  - 阿波池田駅 - 池田町漆川： 四国交通
  - 阿波池田駅 - 池田町白地： 四国交通
  - 阿波池田駅 - 池田町野呂内： 四国交通
  - 阿波池田駅 - 池田町箸蔵： 四国交通
  - 阿波池田駅 - 池田町佐野： 池田町営バス
  - 阿波池田駅 - 山城町大野： 四国交通
  - 阿波池田駅 - 井川町井内馬場： 四国交通
  - 阿波池田駅 - 井川町西井川： 四国交通
  - 阿波池田駅 - 三加茂町西庄： 四国交通
  - 阿波池田駅 - 三好町昼間： 三好町営バス
  - 阿波池田駅 - 東祖谷久保： 四国交通
  - 阿波池田駅 - 西祖谷山村かずら橋： 四国交通
  - 阿波池田駅 - 四国中央市川之江： せとうちバス （2010年に廃止）
  - 阿波池田駅 - 四国中央市新宮町： 四国交通

### 道路
高速道路
徳島自動車道
6 井川池田IC（井川町） - 池田PA - （愛媛県四国中央市）
一般国道
国道32号、国道192号、国道319号
都道府県道
主要地方道
徳島県道5号観音寺池田線
徳島県道6号込野観音寺線
徳島県道8号観音寺佐野線
徳島県道12号鳴門池田線
徳島県道32号山城東祖谷山線
一般県道
徳島県道140号大利辻線
徳島県道149号腕山宮石線
徳島県道161号阿波池田停車場線
徳島県道162号箸蔵停車場線
徳島県道267号白地州津線
徳島県道268号野呂内三縄停車場線
徳島県道269号三縄停車場黒沢線
徳島県道270号一宇祖谷口停車場線
広域農道
阿讃西部広域農道
阿讃三好広域農道

## 観光地

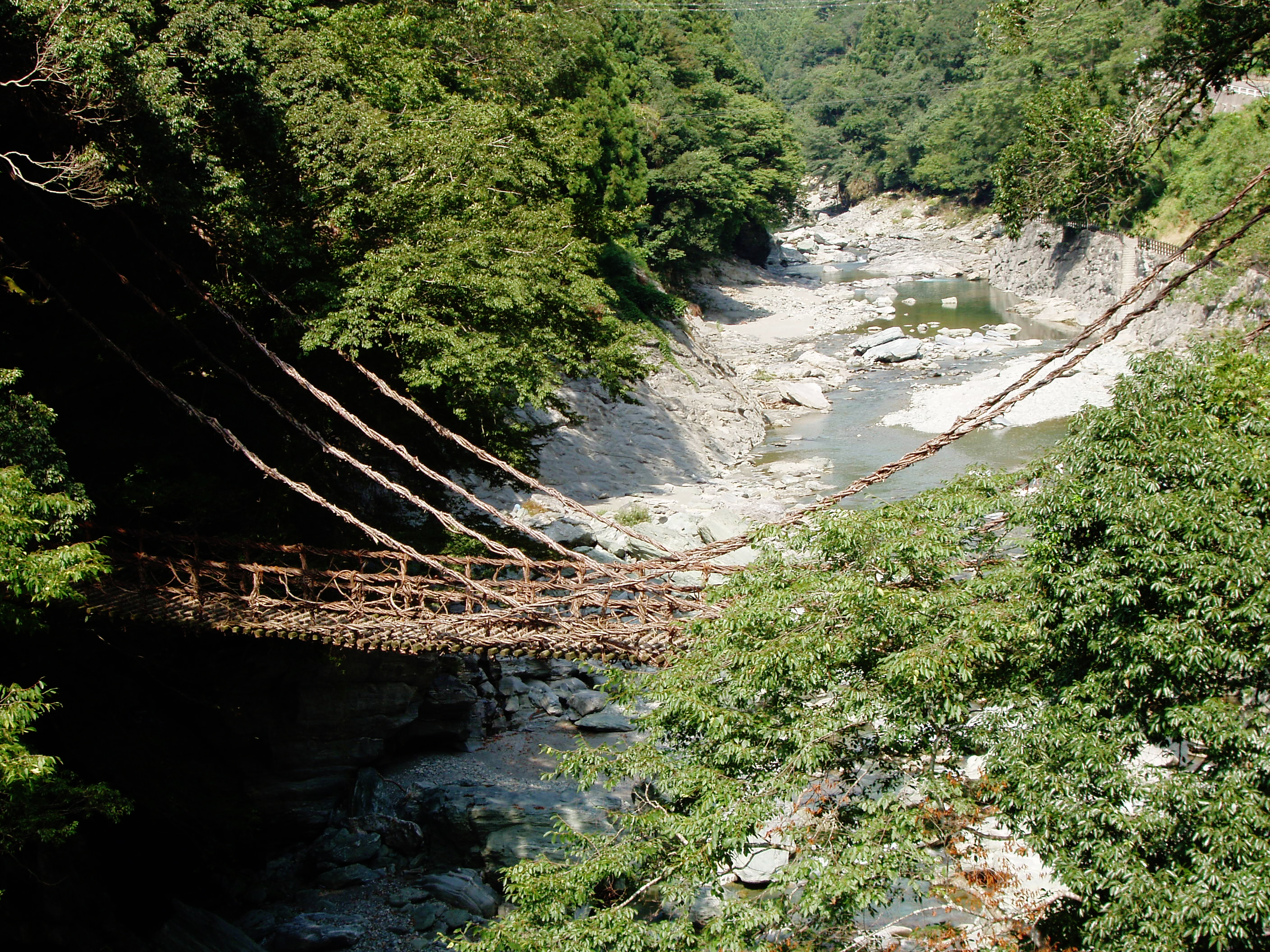
祖谷のかずら橋

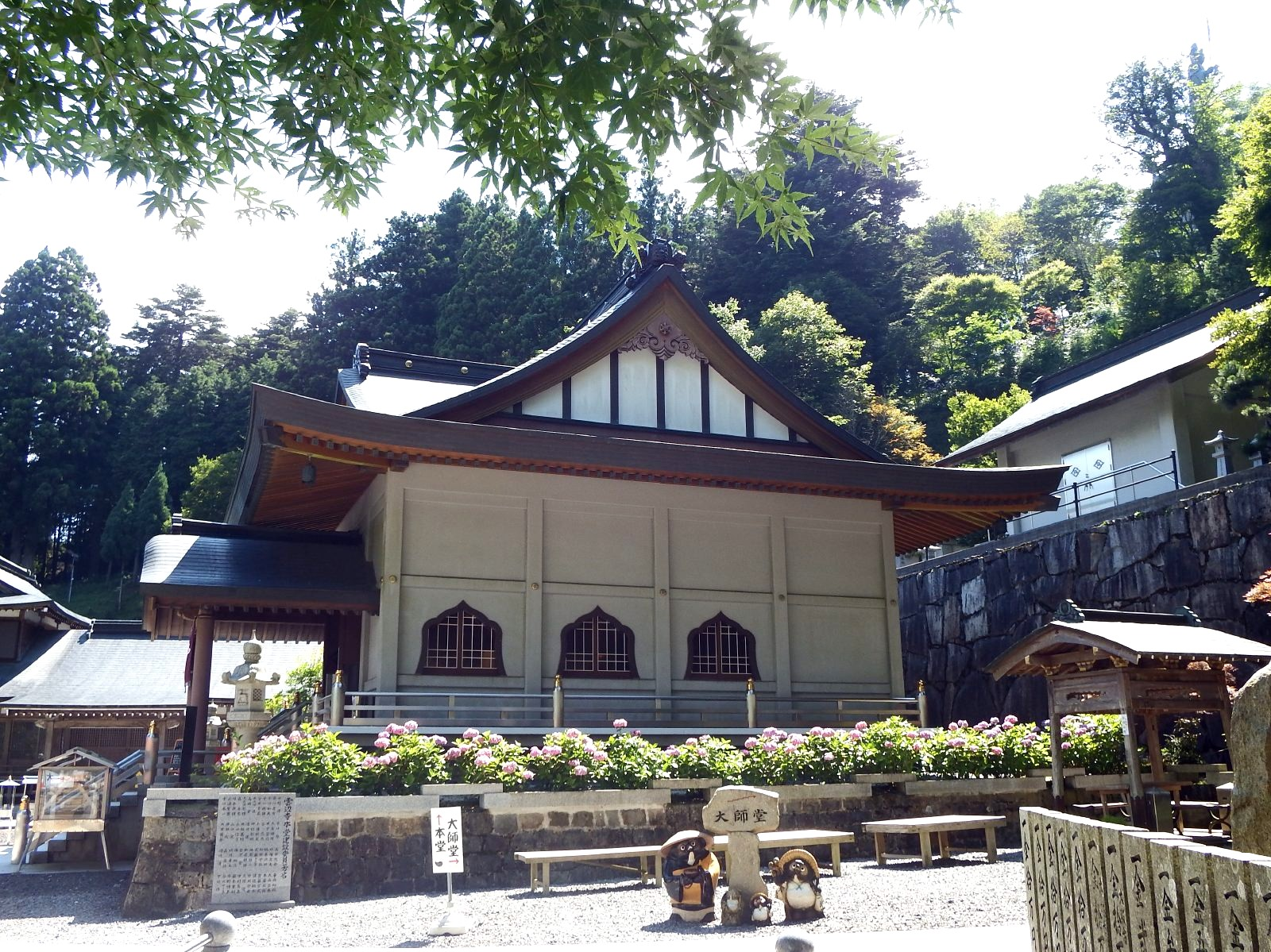
雲辺寺

### 商業施設
- フレスポ阿波池田

### 公園
- へそっこ公園
- 丸山公園

### 名所
- 池田湖 - 四国のみずべ八十八カ所7番。
- 阿波池田うだつの家・たばこ資料館
- 白地温泉・小西旅館
- 三好橋
- 国政橋
- 池田へそっ湖大橋
- 池田大橋
- 竜ヶ岳

### 社寺・史跡
- 丸山神社
- 諏訪神社
- 医家神社
- 八幡神社
- 杉尾神社
- 三所神社
- 境宮神社
- 一宮神社
- 二宮神社
- 大利藤原神社
- 松尾藤原神社
- 箸蔵寺 - 四国八十八ヶ所霊場 別格二十霊場 第15番札所。四国三十六不動霊場。
- 密厳寺 - 四国三十六不動霊場。
- 蓮華寺 - 新四国曼陀羅霊場。
- 光明寺 - 阿波秘境七福神・恵比寿。
- 八幡寺 - 阿波秘境七福神・大黒天。
- 桂林寺 - 歴代の池田城主の墓石がある。
- 正賢寺
- 池田城址
- 白地城址

### 祭事・催事
- 1月
  - 雲辺寺 初春福餅投げ
- 3月
  - 諏訪公園 桜まつり - 3月から4月。
- 4月
  - 祖谷渓キャンプ場開村式
  - 池田文化まつり
  - 箸蔵寺 春の大祭
- 5月
  - 博愛まつり
  - 松尾川あめごまつり
  - 下野呂内春まん会 木偶人形劇
- 6月
  - 黒沢大師まつり
  - 野呂内ホタル祭り
- 7月
  - 丸山神社祇園花火祭
  - いけだへそっ湖まつり
- 8月
  - 箸蔵寺夏祭り
  - いけだ阿波踊り
  - 黒沢サギソウ祭り
- 10月
  - 入体ふれあい祭り
  - 一宮神社秋祭り
  - 川崎の獅子太鼓
  - 箸蔵寺 秋の大祭
  - 黒沢祭り
  - 下野呂内フェスタ炭焼体験会
- 11月
  - 箸蔵寺大祭
  - 馬場ハボタンまつり
- 12月
  - 佐野しいたけ祭り
  - 池田ウィンターオブジェ - 12月から1月。

## 出身者
- 竹葉多重子（クレー射撃日本代表選手）
- 今井雄三（NHKおかあさんといっしょの歌のお兄さん）
- 山口俊一（自由民主党衆議院議員）
- 閑々子（江戸時代の僧侶、書家）
- 山川美由紀（競艇選手）
- 蔦哲一朗（映像作家）
- 真鍋順紀（作曲家）

### 関係者
- 小笠原長清（武将。阿波小笠原氏の初代。一族で吉野川流域各地を支配した。）
- 三好長慶（戦国時代の武将。室町幕府を支配した。三好氏の起源は小笠原氏とする説が有名だが、史料が乏しく真偽は不明。）
- 大西元武（武将。山城町から池田町西部にかけての大西郷を拠点に田井荘を支配した。長宗我部氏に阿波国を追われてからは川之江・轟城を再建して居城とした。大西氏の起源は諸説ある。）
- 蔦文也（元プロ野球選手。池田高校元教諭、野球部元監督）
- 畠山準（投手 - 内野手 - 外野手。池田高校野球部 - プロ野球 - 球団職員）
- 水野雄仁（投手。池田高校野球部 - プロ野球 - 野球解説者）
- 林芙美子（作家。白地温泉）
- 田端義夫（歌手。「梅と兵隊」の歌碑がある。）

## 池田町を舞台にした作品
映画
- 「村の写真集」（2004年） - 池田町、山城町、西祖谷山村が主なロケ地

歌
- 北島三郎「青い旅人 〜吉野川〜」「四国三郎 〜旅行く川〜」 - 吉野川と三好郡などがテーマの演歌